# Match play
A match play a golf egyik játékformája, amely a stroke play 1759-es megjelenéséig egyedüliként létezett.
Két játékos, ill. két kétfős csapat játszhatja. Mindkét fél a lehető legkevesebb ütésszám („score“) elérésére törekszik, a lyuk megnyerése egy pontot ér. Ha felek azonos score-t érnek el, akkor mindketten fél pontot kapnak. A meccset az a fél nyeri, aki az adott fordulóban legtöbb lyukat nyerte meg. Egy forduló általában 18 lyukat jelent, de 2006 óta léteznek 9 lyukas fordulók is.
A match play ritkább esetben állhat több fordulóból is.
Ha a játék az utolsó lyuk után is döntetlenre áll („all square“), akkor az ún. extra lyukak döntenek a győzelemről. A játék addig folytatódik, amíg az egyik fél meg nem nyeri valamelyik lyukat. Ez jellemzi a kiütéses rendszerű versenyeket is, ahol a játékosok igyekeznek bejutni a következő fordulóba. Ha a felek csapatokat alkotnak és csak egy-egy játékos jut tovább, akkor az eredmény döntetlen.
Abban az esetben, ha az egyik játékos labdája az adott fordulóban elérhetetlenné válik, a szabály értelmében a játék befejeződik. Amennyiben egy játékos előnye három pontra növekszik, két lyukkal a forduló vége előtt, akkor a végeredmény „3 és 2“ (= 3 lyuk előny és 2 még hátra van). 18 lyuk esetén a lehetséges legnagyobb különbség „10 és 8“, a legkisebb (extra lyukak nélkül) pedig „1 és 0“.
A match play netto értékelésénél a rosszabb játékos, az adott lyuk eléréséhez megállapított ütésszámhoz plusz ütéseket kap. Ha például egy játékos hendikepje 18, akkor a pálya minden szakaszán egy plusz ütés áll a rendelkezésére, szemben azzal, akinek a hendikepje 0. Ebben az esetben a jobb játékosnak két ütéssel kevesebbel kell elérnie a lyukat, hogy az adott szakaszon nyerni tudjon. A hendikepütések száma nem haladhatja meg a megjátszható lyukak számát.
A match play sajátossága, hogy a játékos megadhatja az ellenfél ütését az adott lyukra vagy akár az összes szakaszra vonatkozóan. Ebben az esetben az ellenfél következő ütése a lyukba való betalálásnak számít. Erre általában akkor kerül sor, ha az ellenfélnek már nincs esélye nyerni, azonban taktikai lépésként is használható, az ellenfél önbizalmának növelésére. A megadás nem utasítható el és nem is vonható vissza.
A játékformának létezik egy three ball nevű változata, amelyben hárman játszhatnak egymás ellen. Ebben az esetben mindhárom játékos két külön mérkőzést játszik.